# Astrup (Hjørring Kommune)
Astrup ist eine kleine Ortschaft in der dänischen Kommune Hjørring mit 528 Einwohnern (Stand 1. Januar 2023). Vor der Kommunalreform 2007 gehörte Astrup zur Kommune Sindal, die mit den Kommunen Hirtshals, der ursprünglichen Kommune Hjørring und der Kommune Løkken-Vrå zusammengelegt wurden.
Astrup liegt etwa neun Kilometer östlich von Hjørring und etwa sieben Kilometer westlich von Sindal.